# Carlotta Saracco
Carlotta Saracco (Cuneo, 10 luglio 1999) è un'ex sciatrice alpina italiana.

## Biografia
Originaria di Limone Piemonte, figlia dell'allenatore Roberto e sorella della sciatore Edoardo, Carlotta Saracco si è formata agonisticamente nelle file dell'Equipe Limone e nel 2016 è entrata nelle file del Centro Sportivo Esercito. Specialista delle prove tecniche attiva dal novembre del 2015, ha esordito in Coppa Europa il 28 gennaio 2016 a Sestriere in slalom gigante (42ª); ai successivi II Giochi olimpici giovanili invernali di Lillehammer 2016 ha ottenuto come miglior piazzamento il 5º posto nello slalom speciale. Nel novembre 2017 ha riporta in allenamento la rottura del legamento crociato anteriore del ginocchio destro, infortunio che l'ha obbligata all'inattività per circa un anno. 
Nelle successive tre stagioni partecipa prevalentemente a gare FIS e di Coppa Europa; nella stagione 2020-2021 ha ottenuto le sue uniche due convocazioni in Coppa del Mondo, negli slalom speciali di Semmering (29 dicembre) e Zagabria Sljeme (3 gennaio) dove non si è qualificata per la seconda manche. Sempre a gennaio un ulteriore lieve infortunio l'ha obbligata a concludere anzitempo la stagione. Tornata alle gare FIS e di Coppa Europa nella stagione 2021-2022, dopo altri tre anni segnati da difficoltà fisiche il 23 maggio 2024 ha annunciato il ritiro dalle competizioni: la sua ultima gara in carriera è rimasta così lo slalom gigante di Coppa Europa disputato a Ponte di Legno il 13 dicembre 2022, non completato dalla Saracco. Non ha preso parte a rassegne olimpiche o iridate.

## Palmarès

### Coppa Europa
- Miglior piazzamento in classifica generale: 123ª nel 2021